# Marquinhos
Marquinhos, teljes nevén Marcos Aoás Corrêa (São Paulo, 1994. május 14. –) brazil labdarúgó, a francia Paris Saint-Germain hátvédje. Rendelkezik portugál állampolgársággal is.

## Statisztika

### Klub
2023. május 21-i statisztika alapján.
| Klub                | Szezon           | Bajnokság | Bajnokság | Kupa  | Kupa | Ligakupa | Ligakupa | Nemzetközi | Nemzetközi | Egyéb | Egyéb | Összes | Összes |
| Klub                | Szezon           | Mérk.     | G.        | Mérk. | G.   | Mérk.    | G.       | Mérk.      | G.         | Mérk. | G.    | Mérk.  | G.     |
| ------------------- | ---------------- | --------- | --------- | ----- | ---- | -------- | -------- | ---------- | ---------- | ----- | ----- | ------ | ------ |
| Corinthians         | 2012             | 6         | 0         | —     | —    | —        | —        | —          | —          | 8     | 0     | 14     | 0      |
| Roma                | 2012–2013        | 26        | 0         | 4     | 0    | —        | —        | —          | —          | —     | —     | 30     | 0      |
| Paris Saint-Germain | 2013–2014        | 21        | 2         | 1     | 0    | 2        | 0        | 8          | 3          | 0     | 0     | 32     | 5      |
| Paris Saint-Germain | 2014–2015        | 25        | 2         | 5     | 0    | 4        | 0        | 7          | 0          | 1     | 0     | 42     | 2      |
| Paris Saint-Germain | 2015–2016        | 29        | 1         | 5     | 1    | 3        | 0        | 6          | 0          | 0     | 0     | 43     | 2      |
| Paris Saint-Germain | 2016–2017        | 29        | 3         | 5     | 1    | 2        | 0        | 8          | 0          | 0     | 0     | 44     | 4      |
| Paris Saint-Germain | 2017–2018        | 26        | 0         | 3     | 1    | 3        | 1        | 8          | 0          | 1     | 0     | 41     | 2      |
| Paris Saint-Germain | 2018–2019        | 30        | 3         | 4     | 0    | 2        | 0        | 7          | 1          | 1     | 0     | 44     | 4      |
| Paris Saint-Germain | 2019–2020        | 19        | 3         | 2     | 0    | 4        | 1        | 11         | 2          | 1     | 0     | 37     | 6      |
| Paris Saint-Germain | 2020–2021        | 25        | 3         | 4     | 0    | —        | —        | 10         | 3          | 1     | 0     | 40     | 6      |
| Paris Saint-Germain | 2021–2022        | 32        | 5         | 0     | 0    | —        | —        | 8          | 0          | 0     | 0     | 40     | 5      |
| Paris Saint-Germain | 2022–2023        | 32        | 2         | 2     | 0    | —        | —        | 8          | 0          | 1     | 0     | 43     | 2      |
| Paris Saint-Germain | Összesen         | 268       | 24        | 31    | 3    | 20       | 2        | 81         | 9          | 6     | 0     | 406    | 38     |
| Karrier összesen    | Karrier összesen | 300       | 24        | 35    | 3    | 20       | 2        | 81         | 9          | 14    | 0     | 450    | 38     |

### Válogatott
2022. december 9-én lett frissítve.
| Brazília | Brazília        | Brazília |
| Év       | Pályára lépések | Gólok    |
| -------- | --------------- | -------- |
| 2013     | 1               | 0        |
| 2014     | 3               | 0        |
| 2015     | 5               | 0        |
| 2016     | 8               | 0        |
| 2017     | 7               | 0        |
| 2018     | 9               | 1        |
| 2019     | 14              | 0        |
| 2020     | 4               | 1        |
| 2021     | 13              | 2        |
| 2022     | 12              | 1        |
| Összes   | 76              | 5        |

### Válogatott góljai
| #  | Dátum                | Helyszín                                                 | Ellenfél  | Gólja | Végeredmény | Kiírás                                     |
| -- | -------------------- | -------------------------------------------------------- | --------- | ----- | ----------- | ------------------------------------------ |
| 1. | 2018. szeptember 11. | FedExField, Maryland, Egyesült Államok                   | Salvador  | 5–0   | 5–0         | Barátságos mérkőzés                        |
| 2. | 2020. október 9.     | Neo Química Arena, São Paulo, Brazília                   | Bolívia   | 1–0   | 5–0         | 2022-es labdarúgó-világbajnokság-selejtező |
| 3. | 2021. június 13.     | Estádio Nacional Mané Garrincha, Brazíliaváros, Brazília | Venezuela | 1–0   | 3–0         | 2021-es Copa América                       |
| 4. | 2021. október 7.     | Estadio Olímpico de la UCV, Caracas, Venezuela           | Venezuela | 1–1   | 3–1         | 2022-es labdarúgó-világbajnokság-selejtező |
| 5. | 2022. szeptember 23. | Stade Océane, Le Havre, Franciaország                    | Ghána     | 1–0   | 3–0         | Barátságos mérkőzés                        |

## Sikerei, díjai

### Klub
Corinthians
- Copa Libertadores (1): 2012

 Paris Saint-Germain
- Francia bajnok (6): 2013–14, 2014–15, 2015–16, 2017–18, 2018–19, 2019–20, 2012–22, 2022–23
- Francia-kupa (6): 2015, 2016, 2017, 2018, 2020, 2021
- Francia ligakupa (6): 2014, 2015, 2016, 2017, 2018, 2020
- Francia szuperkupa (8): 2013, 2014, 2015, 2016, 2017, 2018, 2019, 2020, 2022

### Válogatott
Brazília U17
- Dél-amerikai U17-es labdarúgó-bajnokság (1): 2011

 Brazília U21
- Touloni Ifjúsági Torna (1): 2014

 Brazília U23
- Olimpiai játékok (1): 2016

 Brazília
- Copa América (1): 2019